# Pensacola (Florida)
Pensacola [ˌpɛn.sə.ˈkoː.lə] ist eine Stadt und der County Seat des Escambia County im US-Bundesstaat Florida mit 54.312 Einwohnern (Stand: Volkszählung 2020). Sie ist die größte Siedlung der gleichnamigen Metropolregion Pensacola.

## Geographie

### Geographische Lage
Pensacola liegt im äußersten Nordwesten Floridas nahe der Grenze zu Alabama und hat einen Seehafen in der Pensacola Bay, welche die Verbindung zum Golf von Mexiko herstellt. Der Marineflieger-Stützpunkt (Naval Air Station Pensacola) ist unter anderem die Heimat des Marine-Flugshow-Teams Blue Angels. Des Weiteren befindet sich in Pensacola das US-Marine-Forschungslabor.
Pensacola liegt rund 300 Kilometer westlich von Tallahassee. Jacksonville liegt 560 Kilometer, Tampa 700 km, Orlando 710 Kilometer und Miami 1.060 Kilometer von Pensacola entfernt.

### Klima
Die höchsten Temperaturen mit bis zu durchschnittlich 28 °C werden im Mai bis Oktober gemessen, die kältesten Monate sind Dezember bis Februar mit durchschnittlich nur 8 °C. Schneefall ist in der Region sehr selten.

## Geschichte

### Name
Der Name geht auf einen Indianerstamm zurück, der in der Nähe wohnte. Er bedeutet in der Choctaw-Sprache langhaariges Volk und leitet sich von panshi = Haar und kla = Volk ab.

### Frühe Jahre

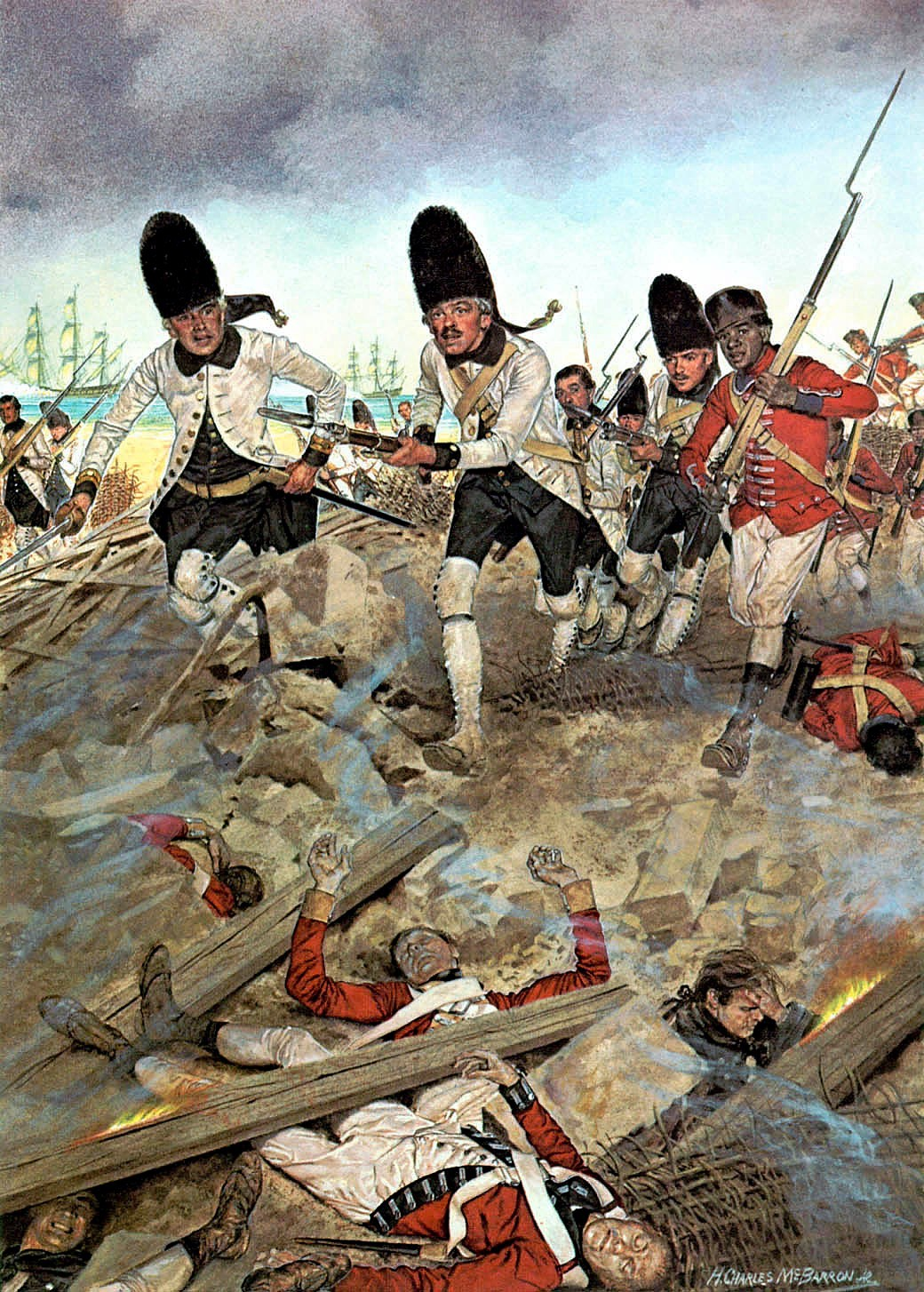
Spanische Truppen stürmen die Befestigungen Pensacolas

Pensacola war die erste Siedlung von Europäern auf dem Gebiet der heutigen USA und wurde bereits 1559 von Don Tristan de Luna und seinen spanischen Siedlern gegründet, der mit sieben Schiffen und rund 1550 Soldaten anlegte. Kurz danach wurde der Ort durch ein starkes Unwetter zerstört. Aus diesem Grund halten viele Menschen St. Augustine, Florida, für den ersten von Europäern besiedelten Ort in den USA.
Im Krieg der Quadrupelallianz wurde die Stadt Pensacola von Frankreich besetzt, das den Ort nach Kriegsende aber an die Spanier zurückgab. 1763 ging die Stadt an die Briten über. In den Folgejahren wurde der Hafen weiter ausgebaut. Im Jahr 1781 wurde die Stadt in der Schlacht um Pensacola während des Amerikanischen Unabhängigkeitskrieges von spanischen Truppen unter dem Befehl von Bernardo de Gálvez y Madrid, nach einem Sieg über die Briten, zurückerobert.
1784 wurde das erste privat finanzierte Dock fertiggestellt, und der Handel mit England begann. 1821 befahl John Quincy Adams den Bau mehrerer Forts und einer Werft, um Kriegsschiffe zu bauen. Dies führte zu einem enormen Aufschwung in der Holzbeschaffung und -verarbeitung. 1851 verließ die erste Ladung mit Bauholz in fremdem Auftrag den Hafen.
1835 begann der Bau der Florida, Alabama & Georgia Railroad, die den Hafen von Pensacola mit Montgomery in Alabama verbinden und den Transport und die Verschiffung von Baumwolle aus Alabama ermöglichen sollte. Das Unternehmen ging im Zuge der Wirtschaftskrise von 1837 jedoch pleite und das Projekt blieb unvollendet.
Das Gebiet um Pensacola ist der Lagerplatz von drei historischen Forts: Fort Pickens, Fort Barrancas und Fort McRee. Fort Pickens wurde 1834 fertiggestellt. Als sich Florida am 10. Januar 1861 von den Nordstaaten lossagte, kamen die Konföderierten aus dem evakuierten Fort Pickens in die Stadt und hielten diese bis zum Mai 1862. Von 1885 bis 1887 war der Häuptling der Apachen Geronimo im Fort Pickens gefangen.
In den Jahren 1875 bis 1895 war Pensacola einer der wichtigsten Holzumschlagsplätze. In dieser Zeit verließen etwa 1,1 Milliarden laufende Meter Holz den Hafen. Andere nennenswerte Exportgüter waren Baumwolle, Phosphate, Getreide, Tabak, Mehl, Harz, Terpentin sowie Kohle und Eisen.

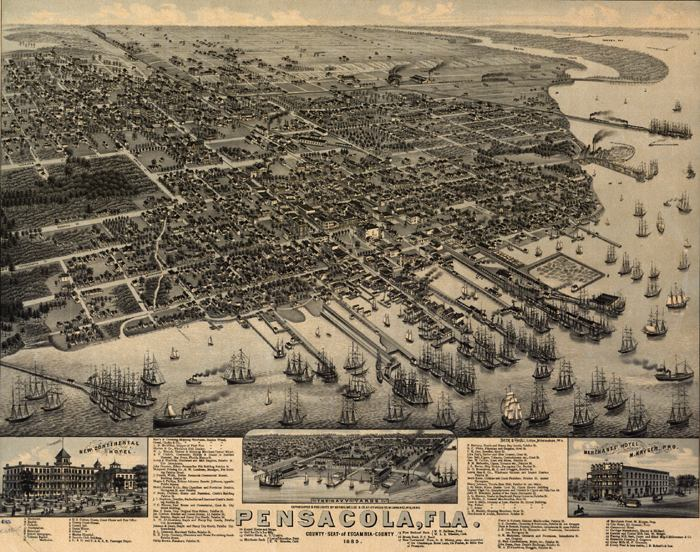
Pensacola 1885

1882 wurde die Eisenbahnlinie nach Jacksonville fertiggestellt, und die produzierten Güter konnten auch auf dem Landweg verschickt werden, was einen weiteren Aufschwung mit sich brachte. Zu dieser Zeit hatte die Stadt bereits 13.000 Einwohner.

### Seit 1900
Durch den Börsenkrach 1929 und die folgende Große Depression verlor Pensacola und der Hafen seine wirtschaftliche Bedeutung, was sich erst wieder 1941 änderte, als sich der Bedarf an Kohle für die Verbündeten im Zweiten Weltkrieg steigerte. 1942 erreichte der Lebensmittelhändler Calvin Todd, dass der bis dahin private Hafen in öffentlichen Besitz überging, was 1943 durch Gründung der Hafenbehörde vollzogen wurde. 1948, 1955 und 1958 zerstörten drei Großbrände große Teile der Docks. Noch im gleichen Jahr wurde die komplette Sanierung des Hafens beschlossen.
1960 brach der komplette Handel mit Kuba weg, welches bis dahin der wichtigste Handelspartner war. 1965 war auch diese Krise überwunden, und 98 % aller gehandelten Hölzer wurde über die Häfen Floridas ausgeführt, 63 % der exportierten Erdnüsse wurden über Pensacola ausgeführt.
Pensacola war vor Tallahassee für kurze Zeit die Regierungshauptstadt von Florida.

## Religionen
In Pensacola gibt es derzeit 243 verschiedene Kirchen aus 25 unterschiedlichen Konfessionen. Unter den zu einer Konfession gehörenden Kirchen ist die Baptistengemeinde mit 99 Kirchen am stärksten vertreten. Weiterhin gibt es 16 zu keiner Konfession gehörende Kirchen (Stand: 2004).
Pensacola gilt als Ausgangspunkt einer charismatischen Erweckungsbewegung der Neuzeit und gab dieser auch den Namen.
Seit 1975 ist Pensacola Sitz des römisch-katholischen Bistums Pensacola-Tallahassee. Mutterkirche des Bistums ist die Kathedrale Sacred Heart (Herz-Jesu).

## Demographische Daten
Laut der Volkszählung 2010 verteilten sich die damaligen 51.923 Einwohner auf 26.848 Haushalte. Die Bevölkerungsdichte lag bei 883 Einw./km². 66,3 % der Bevölkerung bezeichneten sich als Weiße, 28,0 % als Afroamerikaner, 0,6 % als Indianer und 2,0 % als Asian Americans. 0,8 % gaben die Angehörigkeit zu einer anderen Ethnie und 2,3 % zu mehreren Ethnien an. 3,3 % der Bevölkerung bestand aus Hispanics oder Latinos.
Im Jahr 2010 lebten in 23,8 % aller Haushalte Kinder unter 18 Jahren sowie 29,6 % aller Haushalte Personen mit mindestens 65 Jahren. 55,3 % der Haushalte waren Familienhaushalte (bestehend aus verheirateten Paaren mit oder ohne Nachkommen bzw. einem Elternteil mit Nachkomme). Die durchschnittliche Größe eines Haushalts lag bei 2,17 Personen und die durchschnittliche Familiengröße bei 2,85 Personen.
22,0 % der Bevölkerung waren jünger als 20 Jahre, 25,1 % waren 20 bis 39 Jahre alt, 28,6 % waren 40 bis 59 Jahre alt und 24,4 % waren mindestens 60 Jahre alt. Das mittlere Alter betrug 43 Jahre. 47,4 % der Bevölkerung waren männlich und 52,6 % weiblich.
Das durchschnittliche Jahreseinkommen lag bei 44.628 $, dabei lebten 16,3 % der Bevölkerung unter der Armutsgrenze.
Im Jahr 2000 war Englisch die Muttersprache von 94,79 % der Bevölkerung, spanisch sprachen 2,43 % und 2,78 % hatten eine andere Muttersprache.

## Kriminalität
Die Kriminalitätsrate lag im Jahr 2010 mit 411 Punkten (US-Durchschnitt: 266 Punkte) im durchschnittlichen Bereich. Es gab drei Morde, 36 Vergewaltigungen, 112 Raubüberfälle, 269 Körperverletzungen, 519 Einbrüche, 1939 Diebstähle, 87 Autodiebstähle und vier Brandstiftungen.

## Kultur und Sehenswürdigkeiten

### Sehenswürdigkeiten
Folgende Objekte sind im National Register of Historic Places gelistet:
- American National Bank Building
- Barrancas National Cemetery
- Crystal Ice Company Building
- Clara Barkley Dorr House
- John Edmunds Apartment House
- Emanuel Point Shipwreck Site
- First Christian Church
- Fort Barrancas Historical District
- Fort George Site
- Hickory Ridge Cemetery Archeological Site
- James House
- Charles William Jones House
- Hyer-Knowles Planing Mill Chimney
- King-Hooton House
- L & N Marine Terminal Building
- Lavalle House
- Louisville and Nashville Passenger Station and Express Building
- Mount Zion Missionary Baptist Church
- North Hill Preservation District
- Old Christ Church
- Pensacola Historic District
- Pensacola Hospital
- Pensacola Lighthouse and Keeper’s Quarters
- Pensacola Naval Air Station Historic District
- Plaza Ferdinand VII
- Sacred Heart Catholic Church
- Saenger Theatre
- St. Joseph’s Church Buildings
- St. Michael’s Creole Benevolent Association Hall
- Thiesen Building
- US Customs House and Post Office
- United States Post Office and Court House
- Schiffswrack der USS Massachusetts (BB-2)

### Sportvereine
- Die Pensacola Ice Flyers spielen in der SPHL
- Die Pensacola Blue Wahoos spielen in der Southern League
- Die Pensacola Lightning spielen in der American Basketball Association

### Parks und Sportmöglichkeiten
Es gibt ein breites Angebot von verschiedenen Stadtparks sowie mehrere sportliche Einrichtungen sowie Spielwiesen und Möglichkeiten zum Camping. An Sportmöglichkeiten werden Softball, Baseball, Football, Basketball, Soccer und Schwimmen angeboten.

## Wirtschaft und Infrastruktur
Größter Arbeitgeber in Pensacola sind der Hafen sowie die sich dort befindlichen Firmen. Die anderen Beschäftigungszweige sind: Ausbildung, Gesundheit und Soziales: (25,3 %), Handel / Einzelhandel: (12,6 %), Kunst, Unterhaltung, Nahrungsmittel, Restaurants: (11,3 %).

### Militär
Mit der Naval Air Station Pensacola befindet sich die größte Marinefliegerbasis der US Navy in Pensacola. Dort sind 16.000 Militär- und 7.400 Zivilangestellte beschäftigt.

### Verkehr
Pensacola wird von den Interstates 10 und 110, von den U.S. Highways 90 und 98 sowie den Florida State Roads 196, 289, 290, 291, 292, 295, 296, 742 und 750 durchquert bzw. tangiert.
Bis 2005 war der Bahnhof Pensacola eine Station des Sunset Limited der Bahngesellschaft Amtrak von Orlando nach Los Angeles. Nach den Auswirkungen des Hurrikans Katrina wurde die Linie jedoch auf die Strecke New Orleans – Los Angeles verkürzt. Der einzige Schienenverkehr besteht seitdem aus Gütertransporten, die auf dem West-Ost-Korridor von der Bahngesellschaft CSX Transportation und nach Norden von der Alabama and Gulf Coast Railway durchgeführt werden.
Der Flughafen der Stadt ist der Pensacola International Airport, an dem Flüge zu Zielen innerhalb der USA angeboten werden.

### Bildung

#### Weiterführende Bildungsmöglichkeiten
- University of West Florida (ca. 10.400 Studenten)
- Pensacola State College (ca. 11.000 Studenten)
- Pensacola Christian College (ca. 4.700 Studenten)
- George Stone Technical Center

#### Bibliotheken
Pensacola besitzt eine öffentliche Bibliothek, die „West Florida Regional Library“ mit rund 360.000 Büchern, 36.000 Audio- und 14.000 Video-Dokumentationen.

## Städtepartnerschaften
Partnerstädte von Pensacola sind:
| - Chimbote, Peru - Escazú, Costa Rica - Gero (Gifu), Japan - Kaohsiung, Taiwan | - Macharaviaya, Spanien - Miraflores, Peru - Horliwka, Ukraine - Isla Mujeres, Mexico |

## Söhne und Töchter der Stadt
- Eugene M. Landrum (1891–1967), Generalmajor der United States Army
- Evelyn Tucker (1906–1996), Offizierin und Galeristin
- Buster Bennett (1914–1980), Rhythm-and-Blues-Musiker
- Holman Williams (1915–1967), Boxer im Mittelgewicht
- Joe Evans (1916–2014), Jazz-Musiker und Produzent
- Del Moore (1916–1970), Schauspieler und Komiker
- Charles H. Percy (1919–2011), Politiker
- Lloyd Ellis (1920–1994), Country- und Jazz-Gitarrist
- Daniel James Jr. (1920–1978), US-amerikanischer General
- Gigi Gryce (1925–1983), Jazz-Saxophonist, Komponist und Arrangeur
- Alexander Butterfield (* 1926), Regierungsbeamter
- Don Shirley (1927–2013), Pianist und Komponist
- Junior Cook (1934–1992), Jazz-Tenorsaxophonist
- Henry J. Hatch (* 1935), Generalleutnant der United States Army
- Tom Cheek (1939–2005), Radioansager der Baseballspiele der Toronto Blue Jays zwischen 1977 und 2004
- Gerald Schreck (1939–2022), Segler
- Robert Graysmith (* 1942), Sachbuchautor
- Harry Whitaker (1942–2010), Jazzpianist und Komponist
- Gwen McCrae (1943–2025), Soul- und Disco-Sängerin
- Jearl Walker (* 1945), Physiker
- Virginia Bass Wetherell (* 1947), Politikerin und Geschäftsfrau
- Joe Dallesandro (* 1948), Schauspieler
- William Enyart (* 1949), Politiker
- Ed O’Ross (* 1949), Schauspieler
- Sharon Lovelace Blackburn (* 1950), Juristin
- Martin David Holley (* 1954), römisch-katholischer Bischof von Memphis
- Katharine Jefferts Schori (* 1954), anglikanische Bischöfin der Diözese von Nevada
- Robert C. Duncan (* 1956), Astrophysiker
- Aaron Tippin (* 1958), Country-Sänger und Songwriter
- Vince Phillips (* 1963), Boxer im Halbweltergewicht
- Joe Durant (* 1964), Profigolfer
- Arthur Williams (1964–2023), Boxer
- Mike McCready (* 1966), Musiker
- Roy Jones Jr. (* 1969), Profi-Boxer
- Emmitt Smith (* 1969), Footballspieler
- Derrick Gainer (* 1972), Boxer im Federgewicht
- Derrick Brooks (* 1973), Footballspieler
- Clay Martin (* 1975), NFL-Schiedsrichter
- Darrell Russell (1976–2005), Footballspieler
- Reggie Evans (* 1980), Basketballspieler
- Katy Mixon (* 1981), Schauspielerin
- Joseph Almani (* 1984), Schauspieler, Stuntman und Model
- Jonathan Little (* 1984), professioneller Pokerspieler
- Roman Reigns (* 1985), Wrestler
- Austin Carlile (* 1987), Frontsänger der Band Of Mice And Men
- Jeremy Dunbar (* 1988), Basketballspieler
- Alfred Morris (* 1988), Footballspieler
- Trent Richardson (* 1990), Footballspieler
- Alex Leatherwood (* 1999), Footballspieler
- Nassir Little (* 2000), Basketballspieler
- Devon Witherspoon (* 2000), Footballspieler